# Scoliopteryx salictaria
Scoliopteryx salictaria är en fjärilsart som beskrevs av Nikolaus Poda von Neuhaus 1761. Scoliopteryx salictaria ingår i släktet Scoliopteryx och familjen nattflyn. Inga underarter finns listade.